# ŠK Hrasno Busovača
ŠK Hrasno Busovača – bośniacko-hercegowiński klub szachowy z siedzibą w Busovačy.

## Historia
Klub został założony w 2014 roku. W 2017 roku zadebiutował w Premijer lidze. W inauguracyjnym sezonie najwyższej ligi klub uzyskał czwarte miejsce. W sezonie 2018 zespół zdobył wicemistrzostwo kraju, kończąc rozgrywki jedynie za Bosną Sarajewo. W kadrze drużyny znajdowali się wówczas m.in. Nikola Sedlak, Saša Martinović i Dragiša Blagojević. Rok później uzyskano piąte miejsce. W 2021 roku klub zajął dziewiąte miejsce w Premijer lidze. W następnym sezonie ŠK Hrasno był ósmy w lidze. W 2023 roku zespół spadł z Premijer ligi.

## Arcymistrzowie w historii klubu
- Dragiša Blagojević[9]
- Saša Martinović[4]
- Nikola Sedlak[4]
- Robert Zelčić[10]